# Køsters Motorboghandel
Køsters Motorboghandel var en boghandel beliggende i Randers, som udelukkende solgte motorrelateret litteratur.
Butikken blev etableret i år 1963 af boghandler Jens Olesen, og rådede over en af verdens største samlinger på ca. 250.000 forskellige bøger og 40.000 forskellige brochurer fra år 1898 til nu.
Butikken havde altid haft den politik, at man aldrig solgte det sidste eksemplar af en bog, men kunden kunne købe en kopi af den i stedet.
Boghandelen lukkede i september 2018.